# Айрдейл, Том
Том Айрдейл (1880—1972) — орнитолог и малаколог английского происхождения. Длительное время проживал в Австралии. Никогда не учился в университете, был самоучкой. Впоследствии он никогда не пересматривал свои рукописи и никогда не использовал пишущую машинку.

## Биография
Родился в Англии. В 1899—1901 учился на фармацевта. Тогда же Том пристрастился к бёрдвочингу и коллекционированию птичьих яиц. Возможно, он страдал туберкулёзом. Айрдейл совершил путешествие в Новую Зеландию, затем принял участие в экспедиции на острова Кермадек. Там он изучал моллюсков и птиц, питаясь объектами изучения.
В 1909 Том посетил Австралию, где собирал моллюсков. Затем было возвращение в Англию и снова Австралия — на этот раз до конца жизни.
Был награждён медалью Кларка.

### Семья
В 1910—1917 сожительствовал с Джейн Дэвис, в отношениях родились дети, один из которых умер во младенчестве.
С 1923 года состоял в браке с Лилиан Маргарит Медланд (1880—1955), проиллюстрировавшей несколько его работ.

## Таксоны
В честь учёного названы:
- Iredalea W. Oliver, 1915
- Cryptoplax iredalei E. Ashby, 1923